# توبياس ستيفين
توبياس ستيفين (بالألمانية: Tobias Steffen)‏ (3 يونيو 1992 بلير في ألمانيا - ) هو لاعب كرة قدم ألماني في مركز الهجوم. لعب مع إنيرجي كوتبوس وباير 04 ليفركوزن وروت فايس إيسن وفورتونا كولن وBayer 04 Leverkusen II ‏ وBV Cloppenburg ‏ وBSV Schwarz-Weiß Rehden ‏.

## روابط خارجية
- توبياس ستيفين على موقع قاعدة بيانات كرة القدم.إي يو (الإنجليزية)
- توبياس ستيفين على موقع بيانات كرة القدم. دي إي (الألمانية)
- توبياس ستيفين على موقع عالم كرة القدم.نت (الإنجليزية)
- توبياس ستيفين على موقع AS.com (الإسبانية)